# Phyllomya procera
Phyllomya procera är en tvåvingeart som först beskrevs av Johann Wilhelm Meigen 1824.  Phyllomya procera ingår i släktet Phyllomya och familjen parasitflugor. Inga underarter finns listade i Catalogue of Life.